# 韦拉姆帕拉耶姆
韦拉姆帕拉耶姆（Velampalayam），是印度泰米尔纳德邦Coimbatore县的一个城镇。总人口45562（2001年）。

## 人口
该地2001年总人口45562人，其中男性23629人，女性21933人；0—6岁人口4919人，其中男2542人，女2377人；识字率73.48%，其中男性为79.79%，女性为66.68%。